# Tritonia bayeri
Tritonia bayeri är en snäckart som beskrevs av Ev. Marcus och Er. Marcus 1967. Tritonia bayeri ingår i släktet Tritonia och familjen Tritoniidae.

## Underarter
Arten delas in i följande underarter:
- T. b. bayeri
- T. b. misa